# Politikat.net
PolitiKat e български уебсайт с обществено-политическа насоченост, проследяващ дадените от политиците в България обещания и тяхното изпълнение, както и развитието във времето на декларираните от тях мнения по различни въпроси и степента на съответствие между тези мнения и реално предприетите от политиците действия и постъпки.

## Същност и цели
Основна цел на сайта е да позволи на българските граждани да проследяват по лесен и удобен начин дадените от политиците в България обещания и изказаните от тях становища по различни теми, както – и преди всичко – доколко тези обещания впоследствие биват спазени, а действията на съответните политици отговарят на изказаното им по-рано на думи отношение по дадена тема.
Сред възможните обекти за наблюдение са: срокове за завършване на инфраструктурни проекти, позиции по различни принципни, обществено значими въпроси, например за данъчна и социална политика, икономика и т.н.
Създателите посочват като цели на PolitiKat също повишаване активността на гражданското общество и медиите, както и развитие на активна общност в Интернет, която да поддържа и обогатява проекта. Информацията в сайта се публикува под свободен лиценз на Криейтив Комънс, като в поддръжката му може да се включи всеки желаещ, добавяйки и обработвайки информация за направените от произволен политик обещания, поетите ангажименти и нивото на тяхното изпълнение.
| „ | Основната цел е да се ограничи говоренето на ишлеме – политиците да обещават много, тъй като хората искат да чуят определени неща. | “ |

Създателите разчитат основно на изграждането на силна онлайн общност, която да има пълноценен поглед върху основните политически процеси в България, и която да документира всички значими събития и изявления. Тази своеобразна социална мрежа би позволила на потребителите също да вземат активно участие в дебата по важни обществени въпроси.
Първоначално сайтът включва три основни раздела: „Истинометър“, „Ветропоказател“ и „Бойкометър“. „Истинометърът“ се занимава с политическите обещания, които се поемат от различни политици. „Ветропоказателят“ проследява промяната на мнението на даден политик по различни въпроси. „Бойкометърът“ проследява твърденията на точно определена личност – в случая министър-председателя на България Бойко Борисов.

## История и мотивация
| „          | В една среда, в която голяма част от медиите са корпоративно зависими, Интернет остава единствената среда за свободно изразяване. | “ |
| Асен Генов | |   |

Създаването на PolitiKat е вдъхновено от американския „Обамаметър“, който по аналогичен начин проследява поетите от американския президент Барак Обама ангажименти преди и след изборите, в които той печели президентския пост, както и тяхното изпълнение (или неизпълнение). Именно по негово подобие функционира „Бойкометърът“.
Сайтът е създаден по проект „Гражданска инициатива за намаляване на политическото лицемерие“ на фондация „Четиринадесети януари“ и със съдействието на Тръст за гражданско общество в Централна и Източна Европа. Конкретни инициатори на идеята са блогърите Асен Генов, Константин Павлов и Илия Марков, участвали активно в протестите срещу подслушването в Интернет, както и в организацията на разпръснатия с полицейско насилие общонационален протест от 14 септември 2009.
Създателите на PolitiKat посочват като мотивация надеждата си сайтът да повлияе върху политиците, като ги направи по-предпазливи и последователни в своите изяви, намалявайки по този начин лицемерието в политическия живот в България. По думите на Константин Павлов, политиците стават все по-нечувствителни и не държат сметка за това какво обещават. Той отбелязва, че няма продължение на новините в медиите, като по този начин събитията биват бързо забравяни и не се проследява развитието им: „Съобщава се страхотна новина, а след известно време се забравя какво се е казало. Никой не държи сметка на политиците, а предизборните програми се пишат само, за да се четат от конкурентните партийни централи.“
В допълнение, при натрупване на по-голямо количество информация, смятат създателите, сайтът може да бъде използван и за научни и исторически цели. Поради тази причина в него се предвижда да има единствено факти, а информацията да бъде представяна без какъвто и да е коментар.